# Fragata Cristóbal Colón
Cristóbal Colón és una fragata de defensa antiaèria classe Álvaro de Bazán que va entrar en servei el 2013 amb l'Armada espanyola. Matriculada com a F-105, es la mes moderna de les fragates F-100 amb una tripulació de 201 persones. És una de les naus principals de l'Agrupació Naval Permanent número 2 de l'OTAN i ha format part d'operacions antiterroristes i antipirateria com "Active Endeavour" o "OCeanshield".

## Historial operatiu
Va ser encarregada el 20 de maig de 2005 i la seva construcció va començar a les drassanes de Ferrol el 29 de juny de 2007. El vaixell es va botar el 4 de novembre de 2010 i es va posar en funcionament el 23 d'octubre de 2012. La fragata va ser patrocinada per la infanta Margarida de Borbó.
El 9 de febrer de 2013 va salpar des de la seva base de Ferrol, en la seva primera navegació fins a la base naval de Rota, on va arribar l'11 de febrer, iniciant des d'aquell moment un procés d'inspecció, certificació i l'entrenament naval que va acabar el 15 de febrer. El 14 de febrer, un Sikorsky SH-3 va fer el primer punt a la seva coberta de vol.
A principis de 2014 va sortir des de la seva base de Ferrol per incorporar-se a l'operació antipirateria Atalanta a l'oceà Índic. Mentre es trobava en el port de Djibouti, es va produir un tret accidental del canó de 127 mm i el projectil va caure a la mar després de volar sobre un hotel i una mesquita. L' incident que va obligar les autoritats diplomàtiques espanyoles a disculpar-se. El juny la fragata va escortar al creuer USS Vella Gulf contra l'amenaça aèria convencional en el seu pas pel Mediterrani, ja que la Marina dels EUA estava configurant un sistema de combat per interceptar objectius balístics fora de l'atmosfera terrestre. L'11 de juliol de 2014 va tornar a la seva base en Ferrol i va aprofitar la seva arribada, i els altres quatre vaixells de la classe estaven en la seva base en Ferrol, per que, per primera vegada, les cinc fragates de la classe F-100 van fer exercicis d'entrenament conjunt com part de l'Esquadró Escorted de la que formen part.
A mitjans de juliol de 2016, va certificar el seu sistema de combat a Norfolk, Estats Units. amb el destructor estatunidenc USS Arleigh Burke, després de la qual cosa va fer una parada a Halifax, Canadà per secundar les opcions comercials de Navantia en un concurs per la construcció de quinze fragates. El vaixell va tornar a la seva base de Ferrol el 2 d'agost de 2016.
El 2017, la F105 va navegar fins Austràlia per entrenar a les tripulacions de vaixells de classe Hobart amb base en aquest vaixell, així com secundar les opcions de Navantia en un nou concurs per la construcció de nou fragates. Va fer escala a Aràbia Saudita en suport d'un possible contracte per la venda de cinc corbetes a aquest país. i un altre en el port saudita de Gidda, on el vaixell va rebre una delegació de la Marina Saudita. El 20 de febrer de 2017, la fragata va arribar a Austràlia.
El 24 de juny de 2017, la fragata va acabar el seu desplegament a Austràlia i va començar el seu retorn a la base. Arribarà a la seva base a l'agost fent parada a Papeete, Polinèsia Francesa i Callao, Perú. El vaixell va participar en l'exercici Unitas 2017 entre el 13 i el 26 de juliol.

## Diferències amb la resta de la classe
El disseny del Cristóbal Colón contempla diverses millores respecte al disseny original de la classe. Incorpora nous motors Bravo 16V que augmenten la seva velocitat màxima i un propulsor de proa de 850 kW per operacions en port. En els sistemes d'armament i combat, s'afegeixen dues pistoles de 25 mm Mk 38 per una defensa estreta, un nou sistema de control de la guerra electrònica i submarina, el radar de vigilància de la superfície d'Àries, millores del radar SPY-1 i millores en els sistemes de comunicació i control. Pot operar amb els helicòpters NH 90 ampliant l'hangar i la cabina de vol.